# Skydra
Skydra (griego: Σκύδρα) es un municipio de la República Helénica perteneciente a la unidad periférica de Pella de la periferia de Macedonia Central.
El municipio se formó en 2011 mediante la fusión de los antiguos municipios de Meniida y Skydra, que pasaron a ser unidades municipales. El municipio tiene un área de 239,52 km².
En 2011 el municipio tiene 20 188 habitantes, de los cuales 15 613 viven en la unidad municipal de Skydra.
Se ubica en el centro-sur de la unidad periférica, hallándose la capital municipal unos 10 km al este de Édessa.